# Chengdu J–20
A Chengdu J–20 (kínaiul: 歼-20; pinjin: Jiān-Èrlíng) egy kínai ötödik generációs, két hajtóműves, lopakodó harci repülőgép. 2010 végén a prototípus földi futáspróbákat végzett. A repülőgép 2011. január 11-én szállt fel először A próbarepülést 2011 április közepén megismételték. Nyugati katonai szakértők azt gondolják, hogy a repülőgép fejlesztéséhez valószínűleg orosz technológiát is felhasználtak. A világ harmadik működő ötödik generációs harci gépe az amerikai F–22 és az F-35 után. A repülőgép 2017 márciusában állt szolgálatba.